# Pedanije Dioskorid
Pedanije Dioskorid (nekad i Dioskurid; грч. Πεδάνιος Διοσκουρίδης; Anazarbus u Kilikiji, oko 40 — 90) bio je vojni lekar na služi u rimskoj vojsci, farmaceut i botaničar. Smatra se začetnikom farmakognozije. Njegovo kapitalno enciklopedijsko delo u pet knjiga: „O lekovitim materijama” — (грч. Περί ύλης ιατρικής — Peri hyles iatrikes), koje obuhvata celokupno antičko znanje o farmakologiji i primijenjenoj botanici, dugi niz vekova bilo je najvažniji priručnik za lekare, apotekare i biologe.

## Eponimi
Po Pedaniju Dioskoridu nazvan je jedan biljni rod → dioskoreja (Dioscoreaceae) monokotiledonska skrivenosemenica, koja broji oko 750 vrsta u 9 rodova. U sistemima klasifikacije APG I i APG II familija je uključena u red Dioscoreales. Prema sistemu APG II ova familija uključuje i prethodno zasebne familije Taccaceae and Trichopodaceae.

## Život
Rođen je u kilikijskom gradu Anazarbusu u Kilikiji, oko 40. godine nove ere. Bio je grčki lekar u rimskoj vojsci u kojoj je tokom boravka u Rimu stekao veliko hirurško iskustvo. Dioskorid je dosta putovao duž celog Rimskog carstva i širom ogromne prostrane rimske države prateći kao vojni lekar rimske legije širom Europe, Azije i Afrike. Na tim putovanjima izučavao je medicinu drugih naroda, lekovito bilje raznih podneblja i druge lekove.

## Delo
Nestankom Aleksandrijske škole i njene biblioteke sećanje na Teofrasta i druge pripadnike ove škole iščeznula su iz kolektivne sviesti čovečanstva, iako se njihov rad i dalje cenio u arapskom svetu i prepisivao u bagdadskoj Kući mudrosti. Na tlu Grčke i Rima razvijala se jedna nova grana botanike i medicine – farmaceutika, koja se nametnula kao predvodnica botaničkog napretka, sa dva neosporna autoriteta – Dioskoridom i Galenom, čija istinitost navoda sljedećih petnaest vekova neće biti dovođena u pitanje.
Po mnogim istoričarima medicine i farmacije  Pedanije Dioskorid se smatra „ocem farmakognozije”. Njegovo kapitalno delo „O lekovitim materijama” — De Materia Medica (грч. Περί ύλης ιατρικής) oko 78. godine, čija se najpoznatija i verovatno najstarija kopija iz 6. veka čuva u Austrijskoj nacionalnoj biblioteci, bilo je od izuzetnog značaja za dalji razvoj medicine i farmakoterapije latinskog Zapada i islamskog Istoka. Na ovo je uticala činjenica da je to bilo jedno od retkih dela koje nije zagubljeno tokom prodora varbara na Zapad. 
Knjiga je nesumnjivo bila napisana pod uticajem egipatske medicine (npr, neke recepture doslovce su prepisane iz Ebersovog papirusa), jer je znanje skupljao u Tarzusu i Aleksandriji, ali i kao lekar u rimskoj vojsci sa kojom je obišao Malu Aziju, Grčku, Italiju i južnu Francusku, gde su u tom periodu umnožavana naučna dela Alesandrijske škole. To mu je omogućilo da stekne veliko praktično znanje u prepoznavanju biljaka, njihove distribucije i primene u lečenju utemeljenom na medicinskoj tradiciji različitih dielova Rimskog Carstva. Na osnovu tih saznanja Diskorid je u ovom delu opisao 657 biljnih lekova, 1.000 medicinskih biljnih pripravaka i gotovo 5.000 njihovih mogućih terapeutskih učinaka, kao i određeni broj mineralnih i životinjskih lekova.
Delo je napisano u pet knjiga: 
- Prva, se odnosi na ulja, gume i ostale aromatične biljne materije,
- Druga, govori o životinjama i njihovim produktima, uključujući mast, mleko i med, žitarice i začinske biljkama,
- Treća i četvrta, odnose se u prvom redu na podzemne biljne delove, biljne sluzi i semenke,
- Peta, govori o vinovoj lozi, vinima i mineralnim pripravcima.

Uticaj Dioskorida na medicinu i farmaciju je bio toliko veliki da se knjiga koristila kao udžbenik fitoterapije preko 1500 godina. U konačnom oblik Dioskoridovog udžbenika prikaz o lekovitom bilju, zasnivao se na sledećim elementima:
- naziv biljke, sinonimi i slike
- stanište i botanički opis
- delovanje
- medicinska upotreba
- opasne nuspojave
- količina i doza
- sakupljanje, priprema i skladištenje
- patvorenje i način dokazivanja identiteta
- veterinarska upotreba.

Svoj pregled botaničkog i farmaceutskog znanja Dioskorid tematski povezuje u smislene celine, izbjegavajući alfabetski poredak koji je koriščen u pisanju učenih rasprava, kao svojevrsna inovaciju, koju pripisujemo grčkom lekaru Pamfilu. Iako se ne zna tačno ko je i kada De materia medica uredio po Pamfilovom principu, najstarije sačuvani Dioskoridovi tekstovi kao i one koji su iz njih izvedeni tokom srednjeg veka i renesanse poznajemo upravo pripremljene i izložene u alfabetskom poretku. 
Mada Dioskoridovo delo ima i danas brojne nedostatke ili pogrešne opise, nesumnjivo mnogo toga i do dan danas nije osporeno. On je prvi uveo kamilicu u pedijatriju, prvi precizno opisao vrbovu koru kao antipiretik, prvi jasno opisao upotrebu biljaka sa kardiotoničnim glikozidima za lečnje srca (Scilla maritima) itd.

## Bibliografija
- Pedacio Dioscórides Anazarbeo (1555). Acerca de la materia medicinal y de los venenos mortiferos. Edición digitalizada. Biblioteca Digital Hispánica. Identificador digital
- Dioscórides / Pseudo Dioscórides (1998). Plantas y remedios medicinales. Obra completa. Madrid: Editorial Gredos.  978-84-249-1957-3.
  - Volumen I: Libros I-III.  978-84-249-1958-0.
  - Volumen II: Libros IV-V.  978-84-249-1959-7.

## Napomene
1. ↑  U Evropi De Materia Medica korišćena kao jedna od glavnih medicinskih knjiga sve do 17. veka.

## Spoljašnje veze
- Dario Hruševar Položaj i razvoj botanike u razdoblju antike i ranoga srednjeg vijeka. Архивирано на веб-сајту  (3. јул 2020) (језик: хрватски)